# Dendropemon subsessilis
Dendropemon subsessilis är en tvåhjärtbladig växtart som beskrevs av Ignatz Urban. Dendropemon subsessilis ingår i släktet Dendropemon och familjen Loranthaceae. Inga underarter finns listade i Catalogue of Life.